# Антони Ланге
Антони Ланге (1863 – 17. март 1929) био је пољски песник, филозоф, полиглота (15 језика), писац, романописац, научни писац, новинар и преводилац. Представник је пољског парнасизма и симболизма, такође се сматра припадником декадентног покрета. Био је стручњак за романтизам, француску књижевност и популаризатор источњачких култура. Његов најпопуларнији роман је Миранда.
Преводио је енглеске, француске, мађарске, италијанске, шпанске, индијске, америчке, српске, египатске и оријенталне писце на пољски као и пољске песнике на француски и енглески. Био је и један од најоригиналнијих песника покрета Млада Пољска. Лангеово дело се често пореди са Стефаном Малармеом и Шарлом Мари Рене Леконтом де Лилом.

## Биографија
Рођен у Варшави у родољубивој јеврејској породици Хенрика Лангеа (1815–1884) и Зофије рођене Ајзенбаум (1832–1897). Његов отац је учествовао у Новембарском устанку против руске поделе Пољске. Био је поштовалац романтичарске књижевности и њених идеала. Ланге се уписао на Варшавски универзитет али га је око 1880. године избацио царски наместник Апучин који је тада управљао универзитетом. Финансијски се издржавао као наставник, али је такође објављивао поезију под псеудонимима Напиерски и Антони Врзесиен. Одлучио је да студира у Паризу где се сусреће са новим трендовима у књижевности, филозофији и уметности. У Француској се упознао са теоријама Жан- Мартена Шаркоа, као и са Спиритуализмом, парапсихологијом, филозофијом Артура Шопенхауера и Фридриха Ничеа, оријенталним религијама, европском и источњачком књижевношћу и модерном књижевном критиком. Учествовао је на књижевним сусретима Стефана Малармеа.
Ланге се вратио у домовину по обнови Пољске независности и постао један од познатијих чланова Варшавског друштва писаца и новинара (Warszawskie Towarzystwo Literatów i Dziennikarzy), претеча Пољске академије књижевности основане 1933.  Изнајмио је стан у улици <i>Нови Свиат</i> заједно са Владиславом Рејмонтом, пољским писцем и добитником Нобелове награде 1924. Станисłав Брзозовски назвао је Лангеа правим и не често европским умом а Јулијан Тувим га је назвао мајстором рефлексивне поезије. За то време Ланге је био члан Друштва пољских писаца и новинара.
Међутим, са наглим порастом песничке популарности почео је да пише песме које су скептичније, песимистичније и херметичније. Главна тема његових песама из овог периода био је осећај изолованости и несхваћености од стране гомиле.
Почетком 20. века повукао се из јавног живота и постао усамљен и заборављен. Своје последње песме сакупљао је у свеске и никада никоме није дозволио да их објави.
Преминуо је у изолацији, немаштини и опскурности у Варшави 1929. године. Никада се није женио и није имао деце.
Антони Ланге је био пријатељ Стефана Малармеа, Јана Каспровича и Станислава Пшибишевског.
Постоје само два Лангеова портрета, један од њих је насликао Станислав Виспиански 1890. године.
Ланге је био ујак песника Болеслава Лешмијана.

### Поеме
- Sonety wedyckie (1887)
- Pogrzeb Shelleya (1890)
- Wenus żebracza (1890)
- Ballady pijackie (1895)
- Księgi proroków (1895)
- Logos (1895)
- Poezje (I – 1895; II – 1898)
- Pogrobowcom (1901)
- Świat (1901)
- Fragmenta. Poezje wybrane (1901)
- Pocałunki (1902)
- Deuteronomion (1902)
- Akteon (1903)
- Księgi bogów (1903)
- Rozmyślania (1906)
- Pierwszy dzień stworzenia (1907)
- XXVII sonetów (1914)
- Ilia Muromiec (1916)
- Trzeci dzień (1925)
- Groteski. Wiersze ironiczne (1927)
- Rozmyślania. Z nowej serii (1928)
- Gdziekolwiek jesteś (1931)
- Ostatni zbiór poezji (1931)

### Романи и кратке приче
- Godzina (1894)
- Elfryda: nowele i fantazje (1895)
- Zbrodnia (1907)
- Dwie bajki (1910)
- Czterdzieści cztery (1910)
- Stypa (1911)
- W czwartym wymiarze (1912)
- Miranda (1924)
- Nowy Tarzan (1925)
- Róża polna (1926)
- Michałki (1926)

### Комади
- Atylla (1898)
- Wenedzi (1909)
- Malczewski (1931)

### Есеји
- O sprzeczności sprawy żydowskiej (1890)
- Analfabetyzm i walka z ciemnotą w Królestwie Polskim (1892)
- O poezji współczesnej (1895)
- Studia z literatury francuskiej (1897)
- Studia i wrażenia (1900)
- Lord Byron (1905)
- Rzuty (1905)
- Panteon literatury wszechświatowej (1921)
- Pochodnie w mroku (1927)

## Додатна литературa
- Borowy W., Antoni Lange jako poeta, w: Dziś i wczoraj, Warszawa 1943.
- Chmielowski P., Historia literatury polskiej, Warszawa 1900.
- Emerson R.W., Natura, Kraków 2005.
- Grzelak W., Cyganeria na „Udziałowej”, Warszawa 1965.
- Hasiec J., Wokół „Mirandy” Antoniego Langego, „Przegląd Humanistyczny”, 4 (1977).
- Hutnikiewicz A., Młoda Polska, Warszawa 2004.
- Jakubowski J.Z., Wstęp, w: Poezje wybrane, Warszawa 1960,
- Kurkiewicz M., Antoniego Langego peregrynacje „W czwartym wymiarze”, w: Z problematyki krótkich form narracyjnych. Nowela młodopolska, reD.H. Ratuszna, Toruń 2006.
- Kurkiewicz M., Problematyka temporalna w krótkich formach prozatorskich Antoniego Langego, w: Światy przedstawione. Prace z historii i teorii literatury ofiarowane Profesorowi Jerzemu Speinie, red. M. Kalinowska i in., Toruń 2006.
- Kurkiewicz M., „Racjonalizacja” ballady w „Lenorze” Antoniego Langego , w: Podanie – Legenda w tradycji ludowej i literackiej, red. M. Jakitowicz, V. Wróblewskiej, Toruń 2007.
- Kwiatkowski J., Dwudziestolecie międzywojenne, Warszawa 2001.
- Lange A., Pochodnie w mroku, Warszawa 1924.
- Lange A., Poezje I, Kraków 1985.
- Lange A., Przedmowa do wydania drugiego, w: W czwartym wymiarze, Kraków 2003.
- Lange A., Studia i wrażenia, Warszawa 1900.
- Machalski F., Orientalizm Antoniego Langego, Tarnopol 1937.
- Nietzsche F., Tak powiedział Zaratustra, Wrocław 2005.
- Nietzsche F., Z genealogii moralności, Kraków 2003.
- Niewiadomski A., W kręgu fantazji Antoniego Langego, w: Miranda i inne opowiadania, Warszawa 1987.
- Podraza-Kwiatkowska M., Literatura Młodej Polski, Warszawa 1997.
- Poradecki J., Wstęp, w: Rozmyślania i inne wiersze, Warszawa 1979.
- Prokop J., Antoni Lange, w: Literatura okresu Młodej Polski. Obraz literatury polskiej XIX i XX wieku. S.V., T. 1. Warszawa 1968.
- Słonimski A., Alfabet wspomnień, Warszawa 1989.
- Szymańska B., Antoni Lange i myśl kantowska, w: Kant. Dziedzictwo Kanta, Warszawa 1976.
- Smuszkiewicz A., Zaczarowana gra. Zarys dziejów polskiej fantastyki naukowej, Poznań 1982.
- Szymańska B., Poeta i nieznane. Poglądy filozoficzne Antoniego Langego, Wrocław 1979.
- Tomkowski J., Młoda Polska, Warszawa 2001.
- Władca czasu, oprac. J. Tuwim, Warszawa 1983.
- Wojciechowski P., Logos, byt, harmonia. Antoniego Langego czytanie kultury, Lublin 2010.
- Wydrzycka A., Między tekstami. Dramaty Antoniego Langego, w: Literatura Młodej Polski, Białystok 1998.